# Noma Noha Akugue
Noma Noha Akugue (nació el 2 de diciembre de 2003) es una tenista profesional alemana.
Su mejor clasificación en la WTA fue la número 142 del mundo, que llegó el 31 de julio de 2023. En dobles alcanzó número 201 del mundo, que llegó el 31 de julio de 2023. Hasta la fecha, ha ganado un título en individual y dos en dobles en la ITF tour.

## Títulos WTA (0; 0+0)

### Individual (0)
| Leyenda        |
| Grand Slam (0) |
| WTA Finals (0) |
| WTA 1000 (0)   |
| WTA 500 (0)    |
| WTA 250 (0)    |

#### Finalista (1)
| N.º | Fecha               | Torneo   | Superficie    | Oponente en la final | Resultado   |
| --- | ------------------- | -------- | ------------- | -------------------- | ----------- |
| 1.  | 20 de julio de 2023 | Hamburgo | Tierra batida | Arantxa Rus          | 0-6, 6-7(3) |